# Kentaro Wada
Kentaro Wada (和田 健太郎 Wada Kentaro?), född 28 juni 1996 i Kyoto prefektur, är en japansk fotbollsspelare.
Wada började sin karriär 2017 i Gamba Osaka. Efter Gamba Osaka spelade han för FC Osaka.